# The Alliance
La Alianza (en inglés: The Alliance), también conocido como Team WCW/ECW y The Coalition, fue un stable heel de lucha libre profesional en la World Wrestling Federation (WWF), que existió durante en el ángulo de La Invasión entre julio y noviembre de 2001.
El stable surgió como resultado de la adquisición de la World Championship Wrestling (WCW) por parte de la WWF en marzo de 2001. El nombre de Extreme Championship Wrestling (ECW) fue traído para ayudar a aumentar la presencia de la WCW después de que la promoción original cerrara en abril de 2001.

## Historia
El plan original era que la WCW, como grupo técnico dirigido por Shane McMahon (dueño ficticio de la WCW), batallara contra el dueño de la WWF Vince McMahon (que interpretaba un papel rudo en esos momentos). Otro plan que nunca vio la luz fue el de hacer una marca con WCW con sus propios luchadores, sus storylines y campeonatos, pero debido a la mala reputación que WCW tenía a fines del año 2000, ninguna cadena estaba interesada en retransmitir cualquier cosa que tuviera que ver con la empresa en cuestión. Durante el periodo de mayo y junio de 2001, varios luchadores identificados como "contratados por la WCW" invadieron la programación de la WWF, interfiriendo en varias peleas. La meta principal de sus esfuerzos, aparentemente, era que la WCW tomara control de uno de los dos programas principales de la WWF, Raw o SmackDown!. La idea fue puesta a prueba en junio, cuando los últimos veinte minutos de la transmisión de Raw fueron dedicados a la WCW. El grupo trajo sus propios comentaristas, decoración del cuadrilátero y gráficas digitales. La pelea presentada fue un encuentro entre Booker T y Buff Bagwell por el Campeonato Mundial de Peso Pesado de la WCW.
Sin embargo, los fanáticos continuaron apoyando a las estrellas de la WWF durante las invasiones, y el encuentro entre Booker y Bagwell fue pobremente recibido por la audiencia en vivo y por televisión, y tanto fue así que al finalizar el combate el público reaccionó cuando Kurt Angle y Stone Cold Steve Austin que, en ese momento eran abucheados por el público, ingresaron a atacar a los dos luchadores de WCW, siendo ambos ovacionados como si fueran favoritos de los fanes. Se decidió entonces que la WCW sería un stable heel, cuya meta sería arruinar económicamente a la WWF. Esta sería una historia más inteligente, ya que la WCW se destacó en la década de 1990 por sus tácticas mezquinas en contra de la WWF y dado el hecho de que muchos de los fanáticos de la WWF eran completamente leales a su marca y veían a la WCW como una "liga menor".
El grupo de la ECW fue introducido al principio como uno ambivalente, sin fidelidad alguna a la WWF o a la WCW. Esto cambió al final de la transmisión de Raw en donde debutaron; iban a luchar en una Battle Royal: 10 de ECW contra otras 10 superestrellas (5 de WWF y 5 de WCW) pero se reveló que la ECW se había "fusionado" con la WCW para formar un "supergrupo" para retar de manera efectiva a la WWF. El grupo combinado fue conocido originalmente como "WCW/ECW" pero los derechos a los activos de la ECW (incluyendo el uso de su nombre por la WWF) estaban siendo debatidos en una corte, de manera que el nombre del grupo fue acortado poco después al de "La Alianza".
En el evento WWF Invasion, el Team Alliance (conocido entonces como el Equipo WCW/ECW) derrotó al Team WWF en una lucha de relevo de 10 hombres, promocionada como la "Inaugural Brawl". El equipo de La Alianza estaba compuesto por Booker T, Diamond Dallas Page, Rhyno y los Dudley Boyz, mientras que el equipo de la WWF contaba con Stone Cold Steve Austin, The Undertaker, Kane, Kurt Angle y Chris Jericho. Durante la pelea, Austin se cambió al bando heel y se unió a La Alianza, ayudándolos a obtener la victoria. La unión de Austin fue un intento por parte de la WWF de añadir talento al equipo de la WCW, ya que, aunque luchadores como Diamond Dallas Page y Booker T estaban bajo contrato con la empresa, otros luchadores famosos como Bill Goldberg, Kevin Nash, Hollywood Hulk Hogan y Sting continuaban bajo contrato con Turner.
Para contrarrestar esa pérdida, Vince decidió llamar a The Rock para ayudar al Team WWF y este decidió unirse con la misión de salvar al Team WWF y a toda la empresa en general. Además, The Rock trajo el campeonato de la WCW a la empresa y la mantuvo por el resto de la rivalidad (intercambió por un momento el título con Jericho, pero lo recuperó posteriormente). Parecía que el Team WWF saldría victoriosa en Survivor Series, pero hubo otra pérdida importante, en los días previos a ese evento: Kurt Angle, quien atacó a Jericho, al Undertaker, a Kane y a The Rock y de paso, se cambió al bando de Austin. Para rellenar el puesto de Angle, se incorporó a Big Show, para que hiciera equipo con The Rock, Chris Jericho, The Undertaker y Kane.
Durante este feudo algunos títulos cambiaron de manos al bando enemigo.
La Alianza dejó de existir durante el evento Survivor Series del año 2001, en una pelea de 5 vs. 5 en la cual, el equipo ganador, sería el "vencedor" del conflicto, y, por lo tanto, controlaría la empresa. Representando la WWF se encontraban The Rock, Chris Jericho, The Undertaker, Kane y el Big Show. Los luchadores de La Alianza eran Stone Cold Steve Austin, Kurt Angle, Rob Van Dam, Booker T y Shane McMahon. De los cinco luchadores representando a La Alianza, solamente dos (Booker T y Rob Van Dam) pueden ser considerados 100% luchadores de la WCW y de la ECW respectivamente (Austin, aunque luchó en WCW y en ECW, encontró la fama en la WWF y era identificado principalmente como un luchador de la WWF; Kurt Angle solo había luchado profesionalmente para la WWF; y Shane McMahon es el hijo del dueño de la WWF). Para completar el cuadro, los dos sobrevivientes al final de la lucha fueron Stone Cold Steve Austin y The Rock (un ejemplo perfecto de la opinión de la WWF a toda la historia, ya que ningún luchador de la WCW o la ECW lograron sobrevivir hasta el final de la pelea). The Rock obtuvo la victoria para la WWF luego de que Kurt Angle traicionara a Stone Cold Steve Austin y La Alianza y con eso todos los miembros de La Alianza fueron despedidos excepto Stone Cold, The Dudley Boyz, Christian y Rob Van Dam, quienes tenían un título en la WWF, Kurt Angle por haber ayudado al Team WWF a ganar la lucha de Survivor Series y Test, quien ganó un contrato de inmunidad al ganar una batalla real. Dentro de esta cartelera, la WWF unificó campeonatos equivalentes de WCW, como el Campeonato de los Estados Unidos de WCW con el Campeonato Intercontinental de WWF, los Campeonatos por Parejas de WWF con Campeonatos por Parejas de WCW, también hubo la idea de unificar el Campeonato Crusero de WCW de Tajiri con Campeonato Semi-Pesado de WWF de X-Pac, pero X-Pac se encontraba lesionado siendo este último desactivado, el único campeonato de WCW que sobrevivió fue el Campeonato Mundial Peso Completo de WCW ya que lo poseía The Rock, este último pasó a llamarse solamente "Campeonato Mundial" y fue unificado en el siguiente PPV, Vengeance en el cual participaron en formato de semifinales The Rock (Campeón Mundial), Stone Cold (Campeón WWF), Kurt Angle y Chris Jericho siendo este último ganador y proclamándose como el primer Campeón Indiscutible de WWF.
Originalmente se esperaba que la Alianza se convirtiera en un grupo al estilo nWo, que gradualmente obtendría el control de la WWF y luego dividiría la empresa en marcas separadas. Sin embargo, el fracaso que tuvo La Alianza en cuanto a interés de los fanáticos llevó a que la idea fuera desechada y finalmente el ángulo de la Invasión llegó a su fin en Survivor Series 2001.
Al siguiente año, luego de Wrestlemania X8, WWF poseía un extenso elenco de luchadores por lo cual Raw y SmackDown! fueron divididos en marcas separadas en la primera extensión de marcas, a las pocas semanas WWF cambiaría de nombre a WWE poniéndole un punto final a la Attitude Era.

## Miembros de la Federación
| WWF            | WWF |
| Superstar      | Notas |
| -------------- | --- |
| Mr. McMahon    | Dueño de WWF |
| The Rock       | WCW Champion, 2do Líder de la Federación.                                                                               |
| Chris Jericho  | Traicionó a la Federación el último día en Survivor Series.                                                             |
| Undertaker     | |
| Kane           | |
| Big Show       | |
| Edge           | WCW United States Champion                                                                                              |
| Jeff Hardy     | WWF Tag Team Champion                                                                                                   |
| Matt Hardy     | WWF Tag Team Champion                                                                                                   |
| Tajiri         | WCW Cruiserweight Champion                                                                                              |
| Al Snow        | |
| Billy Gunn     | |
| Bradshaw       | |
| Albert         | |
| Tazz           | Comentarista de SmackDown, miembro original de ECW, se unió a la Federación luego tener una rivalidad con Paul Heyman.  |
| Spike Dudley   | |
| Crash Holly    | |
| Funaki         | |
| Chuk Palumbo   | Miembro original de WCW se unió a la Federación para hacer equipo con Billy Gunn luego de ser despedido por la Alianza. |
| Faarooq        | |
| Perry Saturn   | |
| X-Pac          | WWF Light Heavyweight Champion                                                                                          |
| Scotty 2 Hotty | |
| Hardcore Holly | No tuvo participación en PPVs.                                                                                          |
| Taka Michinoku | No tuvo participación en PPVs.                                                                                          |
| K-Kwik         | No tuvo participación en PPVs.                                                                                          |
| Essa Rios      | No tuvo participación en PPVs.                                                                                          |
| Jerry Lynn     | No tuvo participación en PPVs.                                                                                          |
| Trish Stratus  | WWF Women's Champion |
| Lita           | |
| Jacqueline     | |
| Torrie Wilson  | Miembro original de WCW se unió a la Federación luego de salir con Tajiri en una rivalidad con Stacy Keibler.           |
| Mick Foley     | Comisionado de WWF. |
| Teddy Long     | Referee |
| Earl Hebner    | Referee |

## Miembros de la Alianza
| WCW                     | WCW |
| Superstar               | Notas |
| ----------------------- | --- |
| Shane McMahon           | Dueño de WCW |
| Stone Cold Steve Austin | WWF Champion, 1er Líder de WWF. 2do Líder de la Alianza, traicionó a WWF en Invasion, haciéndolos perder el combate.   |
| Kurt Angle              | Miembro original de WWF, traicionó a la Federación un poco antes de Survivor Series pero al final ayudó a ganar a WWF. |
| Booker T                | 1er Líder de la Alianza.                                                                                               |
| Test                    | WWF Intercontinental Champion, traicionó a la Federación luego de que fue atacado por APA.                             |
| William Regal           | Comisionado de WCW, traicionó a la Federación.                                                                         |
| Christian               | WWF European Champion, traicionó a la Federación para ganar importancia sobre Edge.                                    |
| Billy Kidman            | |
| Chavo Guerrero          | Fue despedido por la Alianza junto con Hugh Morrus.                                                                    |
| Hugh Morrus             | Fue despedido por la Alianza junto con Chavo Guerrero.                                                                 |
| Diamond Dallas Page     | |
| The Hurricane           | |
| Shawn Stasiak           | |
| Chris Kanyon            | |
| Brian Adams             | Fue reclutado por Steven Richards para enfrentar al Undertaker & Kane.                                                 |
| Bryan Clark             | Fue reclutado por Steven Richards para enfrentar al Undertaker & Kane.                                                 |
| Sean O'Haire            | |
| Mark Jindrak            | No tuvo participación en PPVs.                                                                                         |
| Ivory                   | Mentora de la división femenina de la Alianza.                                                                         |
| Mighty Molly            | Se unió a la Alianza luego de traicionar a Spike Dudley y ayudar a The Hurricane.                                      |
| Stacy Keibler           | |
| Debra                   | Se unió a la Alianza al ser manager y esposa de Stone Cold.                                                            |
| Arn Anderson            | Comentarista. |
| Scott Hudson            | Comentarista. |
| Billy Silverman         | Referee. |
| Brian Hebner            | Referee, traicionó a la Federación.                                                                                    |
| Charles Robinson        | Referee. |
| Nick Patrick            | Referee. |
| ECW                     | |
| Superstar               | Notas |
| Stephanie McMahon       | Dueña de ECW |
| Rob Van Dam             | WWF Hardcore Champion                                                                                                  |
| Bubba Ray Dudley        | WCW Tag Team Champion                                                                                                  |
| Devon Dudley            | WCW Tag Team Champion                                                                                                  |
| Lance Storm             | Miembro original de la WCW, se unió a la ECW cuando los extremistas entraron al ángulo de la Invasión invadiendo RAW.  |
| Steven Richards         | Traicionó a la Federación para ir contra Undertaker & Kane reclutando a Kronik.                                        |
| Tommy Dreamer           | |
| Raven                   | |
| Justin Credible         | |
| Rhyno                   | Suspendido por Shane McMahon (kayfabe) estaba lesionado para seguir en el ángulo.                                      |
| Mike Awesome            | Miembro original de la WCW, se unió a la ECW cuando los extremistas entraron al ángulo de la Invasión invadiendo RAW.  |
| Jazz                    | Se unió a la Alianza el último día en Survivor Series.                                                                 |
| Terri Runnels           | Traicionó a la Federación para ser manager de Raven.                                                                   |
| Paul Heyman             | Comentarista de RAW, Representante de ECW.                                                                             |

+Campeones y miembros finales del ángulo de la Invasión en Survivor Series 2001.